# Andrew Martin
Andrew Test Martin (născut Andrew J. Martin, n. 17 martie 1975, Whitby⁠(d), Ontario, Canada – d. 13 martie 2009, Tampa, Florida, SUA) a fost un wrestler canadian
,mai cunoscut sub numele de ring Test sub care a evoluat în promoția World Wrestling Entertainment (WWE). În anul 2005, Martin și-a schimbat legal numele în "Andrew Test Martin", pentru a-și păstra drepturile asupra numelui său de ring, care era marcă înregistrată WWE.
Andrew Test Martin a murit în reședința sa din Tampa Florida după ce s-a intoxicat accidental cu o substanță numită oxycodone. Trupul său a fost incinerat și adus familiei sale din Whisby Canada.